# Penny Marshall
Carole Penny Marshall (Nueva York, 15 de octubre de 1943-Los Ángeles, 17 de diciembre de 2018) fue una actriz, productora y directora de cine estadounidense, reconocida por sus películas Quisiera Ser Grande, Un Equipo Muy Especial, y Los chicos de mi vida.
Fue hermana del director de cine, productor y actor Garry Marshall y de la productora de televisión Ronny Hallin (nacida como Ronelle L. Marshall).

## Biografía

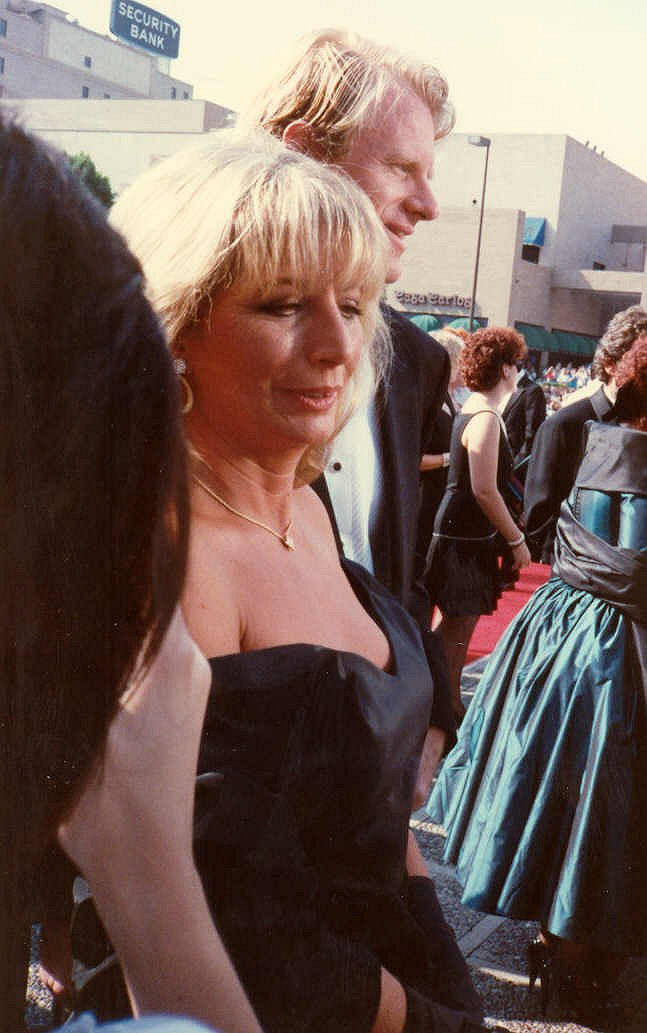
Penny Marshall y Ed Begley Jr. en los premios Emmy. Foto tomada por Alan Light el 28 de agosto de 1988.

Penny Marshall debutó como actriz a finales de la década de 1960. Participó en la serie The Odd Couple, entre 1971 y 1975, y más adelante protagonizó junto a Cindy Williams la serie Laverne & Shirley, de 1976 a 1983, donde interpretó a Laverne DiFazio, una obrera en una cervecería a finales de la década de los 50. En 1979, participó en una de las primeras películas de Steven Spielberg: 1941.
En 1963, a los 19 años, se casó con el jugador de fútbol Michael Henry, tuvieron una hija, Tracy, al año siguiente, y el matrimonio duró 3 años. En 1971, Marshall se casó con el director y actor Rob Reiner, quien adoptó a su hija y del que se divorció en 1981.
Fue la estrella invitada en Some Enchanted Evening, el capítulo 13 de la primera temporada de la serie animada Los Simpson en 1990, siendo la primera artista invitada de la serie.

### Carrera como directora
Tras varios papeles en cine y televisión, a finales de los 80 dirigió tres películas taquilleras: Jumpin' Jack Flash, protagonizada por Whoopi Goldberg; Big, uno de los primeros éxitos de Tom Hanks, y Despertares, con Robert De Niro y Robin Williams. Por el éxito de Big, Marshall se convirtió en la primera mujer en la historia del cine estadounidense en hacer una película que recaudó más de 100 millones de dólares. Otras de sus películas fueron A League of Their Own (Ellas dan el golpe o Un equipo muy especial), con Tom Hanks, Geena Davis y Madonna, y The Preacher's Wife (La mujer del predicador), con Denzel Washington y Whitney Houston.

### Fallecimiento
A los 75 años, Penny Marshall murió en su casa de Hollywood Hills en California debido a complicaciones derivadas de la diabetes que padecía.

## Filmografía
Como directora
- Jumpin' Jack Flash (1986)
- Big (1988)
- Despertares (1990)
- A League of Their Own (1992)
- Renaissance Man (1994)
- The Preacher's Wife (1996)
- Riding in Cars with Boys (2001)

Como actriz
- The Savage Seven (1968)
- How Sweet It Is! (1968)
- The Grasshopper (1970)
- The Christian Licorice Store (1971)
- How Come Nobody's on Our Side? (1975)
- 1941 (1979)
- Movers & Shakers (1985)
- She's Having a Baby (1988)
- Los Simpson 1x13 (voz) (1990)
- The Hard Way (1991)
- Hocus Pocus (1993)
- Get Shorty (1995)
- One Vision (1998)
- Special Delivery (1999)
- Stateside (2004)
- Bones 1x10 (Ella misma) (2005)
- Alice Upside Down (2008)
- Sam & Cat (2013)